# Gustavo Wilches
Gustavo Wilches Tumbia (* 23. August 1962 in Facatativá) ist ein ehemaliger kolumbianischer Radrennfahrer.

## Sportliche Laufbahn
Wilches war im Straßenradsport aktiv. Von 1987 bis 1994 war er Berufsfahrer. 1990 wurde er Gesamtsieger der Vuelta a Colombia, der Vuelta a Antioquia und der Clásico RCN. 1993 gewann er das Etappenrennen Vuelta a Chiriquí. Etappensiege holte er in der Vuelta a Colombia 1986, in der Clásico RCN 1990 und 1991. Dritter wurde Wilches 1986 in der Vuelta a Boyacá, 1987 in der Vuelta a Colombia und in der Vuelta a Cundinamarca. 1988 und 1990 bestritt er die Vuelta a España und beendete beide Rundfahrten nicht.

## Familiäres
Seine Brüder Pablo Wilches, José Ricardo Wilches und Marcos Aurelio Wilches waren ebenfalls im Radsport aktiv.